# Луций Эггий Марулл
Лу́ций Э́ггий Мару́лл (лат. Lucius Eggius Marullus; умер после 111 года) — римский государственный и политический деятель, консул-суффект 111 года.

## Биография
Луций Эггий происходил из апулийского города Канузий. Его предком, возможно, был куратор берегов и устья Тибра в правление императора Клавдия Гай Эггий Марулл. С мая по август 111 года Марулл занимал должность консула-суффекта. Его внуком был ординарный консул 184 года Луций Коссоний Эггий Марулл.